# Gaston Waringhien
Gaston Joseph Waringhien, né le 29 juillet 1901 à Lille et mort le 20 décembre 1991 à Paris 13e, est un professeur à l’université de Tours, puis au lycée Lakanal à Sceaux. Il a contribué à plusieurs ouvrages dont Le français élémentaire dans le cadre de la commission ministérielle Gougenheim et le Grand Larousse encyclopédique.

## Biographie

### Jeunesse
Gaston Waringhien nait le 29 juillet 1901 à Lille, en France, d’Arthur Waringhien, enseignant d’allemand, et Élise Sophie Waringhien, née Descamps. La famille loge au 8 Place Philippe-Lebon. 
À la fin de la Première Guerre mondiale, Gaston Waringhien contracte la grippe espagnole. En 1920, il est licencié de littérature, puis, en 1921, un diplôme d’études supérieurs d’histoire des religions,. Le 30 août 1922, il se marie avec Andrée Marie Léontine Delebarre, agrégée de lettres et enseignante de français et latin,. En 1923, âgé de 22 ans, il est agrégé de grammaire,.

### Espéranto
Il est surtout connu comme linguiste et lexicographe espérantophone français, rédacteur du Plena Vortaro (1930) et rédacteur en chef  du Plena Ilustrita Vortaro (1970), dictionnaires de référence de l'espéranto, du Grand Dictionnaire Espéranto-Français (1957) et de Plena Analiza Gramatiko (1935, 1938, 1981 avec Kálmán Kalocsay). Parmi ses œuvres on compte des poèmes en espéranto, des essais et des traités linguistiques.

### Fin de vie
Gaston Waringhien meurt le 20 décembre 1991 dans son domicile à Paris. La cérémonie se déroule à Nanterre le 24 décembre, avec des membres de la famille, ainsi que John C. Wells, président de l’association universelle d’espéranto, et Louis-Christophe Zaleski-Zamenhof. Il est inhumé à Aigné dans la Sarthe, aux côtés de son épouse, décédée en 1977,.  
La quasi-totalité de sa correspondance avec Kálmán Kalocsay, soit 303 lettres (665 pages), est déposée au bureau central de l’association universelle d’espéranto, alors située à Rotterdam. Sa correspondance avec Raymond Fiquet (eo) sur la Nica Literatura Revuo est conservée par Reinhard Haupenthal. Sa bibliothèque et ses archives espérantistes sont conservées au centre espérantiste La Kvinpetalo, à Bouresse, dans la Vienne, en France.  

## Œuvres

### En espéranto
- Parnasa Gvidlibro (avec Kálmán Kalocsay, 1932)
- Dekdu Poetoj, (poèmes, comme Georges E. Maura, dans un ouvrage collectif, 1934)
- Facilaj esperantaj legaĵoj (redacteur, 1935)
- Plena (Analiza) Gramatiko (avec Kálmán Kalocsay, 1935, 1938, 1981)
- Duonvoĉe (poèmes, comme Georges E. Maura, 1939 et 1963)
- Leteroj de L.L.Zamenhof (redacteur, 1948)
- Poemoj de Omar Kajam (traduction, 1953)
- Eseoj I: Beletro (essais, 1956)
- La floroj de l' malbono (Les fleurs du mal de Charles Baudelaire, cotraducteur et rédacteur, 1957)
- Lingvo kaj vivo (essais, 1969)
- Kantoj kaj romancoj (traducteur avec Kálmán Kalocsay, 1969)
- Plena Ilustrita Vortaro (1970)
- Ni kaj ĝi (essais, 1972)
- La ĥimeroj (traductions, 1976)
- La trofeoj (tradukoj, 1977)
- Tra la parko de la franca poezio: La renesanca periodo / La klasika periodo (traductions, 1977/1980)
- 1887 kaj la sekvo (essais, 1980)
- Kaj la ceter' - nur literaturo (essais, 1983)

### En français
- Maximes de La Rochefoucauld (traduction en espéranto, 1935)
- A.B.C. d'Espéranto à l'usage de ceux qui aiment les lettres (essai, 1946, rééd. 1967, 2001)
- Grand dictionnaire espéranto-français (1957)